# Абишев, Альжаппар
Альжаппа́р А́бишев (каз. Әлжаппар Әбішев, 15 октября 1907 — 24 августа 2001) — казахский писатель, народный писатель Казахской ССР, член Союза писателей СССР.

## Биография
Родился в местечке Аспантау Каркаралинского уезда. Происходит из рода Камбар рода Каракесек племени Аргын. С раннего детства батрачил у баев, поэтому учёба сводилась к самообразованию. Работал на шахтах Караганды, окончил рабфак. С 1924 по 1934 год — учитель курсов ликбеза, литературный сотрудник в газете «Қарағанды пролетариаты». C 1935 по 1940 год — заведующий отделом алма-атинской газеты «Лениншіл жас», ответственный секретарь, заместитель редактора журнала «Әдебиет және искусство». В 1939 году вступил в КПСС. Работал военным корреспондентом, младший политрук, старший лейтенант.
В 1936 году вышел первый сборник рассказов и очерков (о карагандинских шахтёрах) «Завал». Основные темы произведений — труд и жизнь казахских рабочих, дружба и любовь советской молодёжи, трудовые подвиги рабочих в период Великой Отечественной войны. Основные работы: повести «Непоколебимый» (1937), «Люди, осуществившие свою мечту» (1938), роман «Молодое поколение»(1945), рассказы «Тулеген Тохтаров» (1942), «Саржан» (1944), пьесы «За Родину» (1939), «Товарищи» (1941), «Гвардия чести» (в соавторстве с М. О. Ауэзовым, 1942), «Горные орлы» (1943), «Дружба и любовь» (1947), «Единая семья» (1948), «Приговор отца» (1952), «Зависть» (1955), «Мечтатели» (1960), «Сакен» (1965), «Завещание Сакена» (1985).
А. Абишев внёс значительный вклад в становление и укрепление жанра драматургии. Является автором 36 пьес, многие из которых были поставлены на сцене Казахского академического театра драмы имени М. Ауэзова.

## Награды
- Орден Октябрьской Революции (21 октября 1977)
- Орден Трудового Красного Знамени (3 января 1959) — за выдающиеся заслуги в развитии казахского искусства и литературы и в связи с декадой казахского искусства и литературы в гор. Москве
- Орден Дружбы народов (14 октября 1987)
- Орден «Знак Почёта» (31 января 1939)
- Орден «Знак Почёта» (16 ноября 1945)
- медали[7]